# جون فيليبس
جون فيليبس (بالإنجليزية: John Phillips)‏ (و. 1800 – 1874 م) هو عالم نبات، وعالم فلك من المملكة المتحدة . ولد في ويلتشير . وكان عضواً في الجمعية الملكية .
توفي في أكسفورد، عن عمر يناهز 74 عاماً.

## مناصب
تولى منصب President of the Geological Society of London .

## مناصب وهيئات
أدار كلية كينجز لندن.

## جوائز
حصل على جوائز منها:
- ميدالية ولاستون (1845)
- زميل في الجمعية الملكية.

## روابط خارجية
- جون فيليبس على موقع الموسوعة البريطانية (الإنجليزية)